# La Aurora, Sonora
La Aurora är en ort i Mexiko.   Den ligger i kommunen Baviácora och delstaten Sonora, i den nordvästra delen av landet, 1 600 km nordväst om huvudstaden Mexico City. La Aurora ligger 506 meter över havet och antalet invånare är 223.
Terrängen runt La Aurora är huvudsakligen kuperad, men den allra närmaste omgivningen är platt. La Aurora ligger nere i en dal som går i nord-sydlig riktning. Runt La Aurora är det mycket glesbefolkat, med 4 invånare per kvadratkilometer. Närmaste större samhälle är San José, 19,1 km norr om La Aurora. Omgivningarna runt La Aurora är i huvudsak ett öppet busklandskap.